# Vital Corbellini

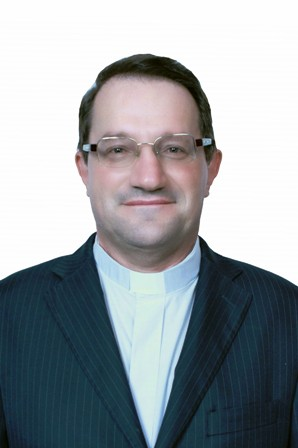
Vital Corbellini

Vital Corbellini (* 1. Dezember 1959 in Garibaldi, Rio Grande do Sul, Brasilien) ist ein brasilianischer Geistlicher und römisch-katholischer Bischof von Marabá.

Wappen von Vital Corbellini

## Leben
Vital Corbellini studierte Philosophie an der Universität Caxias do Sul und Katholische Theologie an der Päpstlichen Katholischen Universität von Rio Grande do Sul. Am 28. Dezember 1986 empfing er die Priesterweihe.
Anschließend war er an verschiedenen Stationen in der Seelsorge tätig, u. a. von 1987 bis 1988 als Kaplan der Pfarrei São Sebastião in Jaquirana, der Pfarrei Santa Maria do Belo Horizonte in Cazuza Ferreira und der Pfarrei São Francisco de Paula in São Francisco de Paula sowie Seelsorgekoordinator in der Region São Francisco de Paula. Von 1988 bis 1993 war er Pfarrer der Pfarrei Nossa Senhora Medianeira a Cuiabá. Anschließend war er zunächst Pfarradministrator und später bis 2001 Pfarrer der Pfarrei São Francisco de Assis in Monte Belo do Sul. Von 2007 bis 2010 war er Generalvikar des Bistums Caxias do Sul.
Seit 2010 war er als Missionar in Ost-Amazonien und Pfarrer der Pfarrei São João Batista in Jaru im Bistum Ji-Paraná tätig.
Papst Benedikt XVI. ernannte ihn am 10. Oktober 2012 zum Bischof von Marabá. Die Bischofsweihe spendete ihm der Bischof von Caxias do Sul, Alessandro Carmelo Ruffinoni CS, am 30. November desselben Jahres; Mitkonsekratoren waren Alberto Taveira Corrêa, Erzbischof von Belém do Pará, und Bruno Pedron SDB, Bischof von Ji-Paraná. Die Amtseinführung im Bistum Marabá fand am 21. Dezember 2012 statt.